# Detlof Krüger
Detlof Krüger (2 de mayo de 1915 - 2 de septiembre de 1996) fue un actor y director televisivo de nacionalidad alemana.

## Biografía
Nacido en Rostock, Alemania, Krüger cursó estudios en el Gymnasium de su ciudad natal, además de tomar clases de actuación con Lindler-Orban y Johannes Lehmann. Este últimolo llevó al Stadttheater de Rostock, donde Krüger debutó en 1935. Hasta el año 1944 actuó en Hildesheim, Schleswig, Schwerin (Mecklenburgisches Staatstheater Schwerin) y Leipzig (Altes Theater).
Krüger pasó los primeros años de la posguerra en el norte de Alemania, y trabajó en pequeños locales de Hamburgo (Die Auslese, Junge Bühne) y Luneburgo. Allí se le permitió dirigir por vez primera. En 1949 trabajó como director en Oberhausen, aunque solamente permaneció una temporada. En esa época llevó a escena la obra de Aleksandr Ostrovski Wölfe und Schafe y la de Arthur Miller Muerte de un viajante. Desde 1950 a 1953 fue director de teatro radiofónico en la emisora NWDR de Hamburgo, volviendo de nuevo al teatro y comprometiéndose durante muchos años como director en funciones o director artístico de la Ópera Estatal de Hesse. Entre las piezas que llevó a escena figuran Maria Stuart, Die begnadete Angst y Wo wir fröhlich gewesen sind.
En aquellos años, y ante la llegada de la televisión a la República Federal, Krüger empezó a prepararse para el nuevo medio. Llevó a la pequeña pantalla adaptaciones de obras ro como El cántaro roto y Un marido ideal. A comienzos de los años 1960, Krüger actuó de manera regular en diferentes producciones televisivas, siendo sobre todo escogido para encarnar a dignatarios, médicos, oficiales o altos funcionarios, incluso siendo en Bischof Ketteler el canciller Otto von Bismarck.
A pesar de su intensa actividad televisiva, Krüger permaneció ligado al escenario. Desde 1966 a 1973 fue director artístico del Theater Ulm. En sus últimos años también aceptó trabajar como actor invitado (lo cual hizo, por ejemplo, en Basilea).
Detlof Krüger falleció en el año 1996 en Karlsruhe, Alemania, donde vivía con su esposa, la jurista Gerda Krüger-Nieland.

## Filmografía

### Actor
- 1953 : Dame Kobold (TV)
- 1960 : Der Frieden unserer Stadt (TV)
- 1961 : Unsere kleine Stadt (TV)
- 1961 : Sansibar (TV)
- 1963 : Die Entscheidung (TV)
- 1965 : Die Kette an deinem Hals (TV)
- 1965 : Oberst Wennerström (TV)
- 1965 : Nachruf auf Egon Müller (TV)
- 1965 : Das Kriminalmuseum (serie TV), episodio Die Brille
- 1966 : Der Raub der Sabinerinnen (TV)
- 1966 : Im Jahre Neun (TV)
- 1967 : Mathilde Möhring (TV)
- 1968 : Die fünfte Kolonne (serie TV), episodio Sonnenblumenweg 7
- 1968 : Versetzung (TV)
- 1968 : Der Kampf um den Reigen (TV)
- 1969 : Bischof Ketteler (TV)
- 1970 : Das Mädchen meiner Träume (TV)
- 1970 : Die Beichte (TV)
- 1971 : Der Herr Schmidt – Ein deutsches Spektakel mit Polizei und Musik (TV)
- 1972 : Der Stoff aus dem die Träume sind
- 1972 : Tatort (serie TV), episodio Wenn Steine sprechen
- 1974 : Okay S.I.R. (serie TV), episodio Der Star und die Sterne
- 1974 : Gemeinderätin Schumann  (TV)
- 1975 : Das Anhängsel (TV)
- 1978 : PS (TV)
- 1981 : Kudenow oder An fremden Wassern weinen (TV)
- 1984 : Don Carlos (TV)

### Director
- 1953 : Königinnen von Frankreich (TV)
- 1954 : Der ungebetene Gast (TV)
- 1955 : Das Streichholz unterm Bett (TV)
- 1963 : Dame Kobold (TV)
- 1964 : Haus Herzenstod (TV)
- 1964 : Wölfe und Schafe (TV)
- 1965 : Ein idealer Gatte (TV)
- 1965 : Der zerbrochene Krug (TV)